# همپستید
longitudeهمپستیدlatitudeهمپستید
همپستید (به انگلیسی: Hampstead) (تلفظ: ‎/ˈhæmpstɪd/‎ یا ‎/-stɛd/‎)یکی از ناحیه‌های لندن بزرگ است.

## خصوصیات
همپستید ۷۲٬۶۵۸ نفر جمعیت دارد.